# Жеребцов, Иван Петрович (радиолюбитель)
Иван Петрович Жеребцов (1910—1993) — советский радиолюбитель, кандидат педагогических наук, доцент, автор учебников по радиоделу.

## Биография
Свой первый одноламповый радиоприёмник собрал в буквальном смысле из подручных средств в 1924, и с тех пор радиодело стало главным увлечением его жизни. Сведения о приёме различных радиовещательных станций он периодически сообщал в редакцию журнала «Радиолюбитель» в отдел «Новости эфира». Затем стал руководить школьным радиокружком, строил радиоприёмники, устанавливал антенны для знакомых. В 1928 поступил на физико-техническое отделение педагогического факультета Ростовского университета и стал работать в секции коротких волн «Северо-Кавказского краевого общества дузей радио (ОДР)». В 1931 переехал в Ленинград и сменил специальность преподавателя физики на радиотехнику и поступил во Всесоюзный заочный индустриальный институт на радиоотделение и с этого же года начинает печатать свои работы по радиотехнике. Ряд его статей учебного характера был опубликован в журналах «Радиофронт», «Радио всем» и журнале «Радио». Во время Великой Отечественной войны готовил радиоспециалистов сначала в Ленинградском военном училище связи имени Ленсовета, а затем в Офицерской школе связи Войска Польского. После войны преподавал радиотехнические дисциплины в Ленинградском институте авиационного приборостроения, Ленинградской краснознамённой военно-воздушной инженерной академии имени А. Ф. Можайского, Высшем военно-морском училище радиоэлектроники имени А. С. Попова. Являлся почётным членом НТОРЭС имени А. С. Попова, автор многих научно-популярных книг, учебников и учебных пособий, неоднократно переиздававшихся в Советском Союзе и за рубежом.

## Публикации
- Жеребцов И. П. Электрические колебания и резонанс. 1932.
- Жеребцов И. П. Учебник радиолюбителя. Техникум первой ступени. 1938.
- Жеребцов И. П. Элементарная электротехника. Связьиздат, 1950.
- Жеребцов И. П. Введение в радиотехнику дециметровых и сантиметровых волн. Государственное энергетическое издательство, 1953.
- Жеребцов И. П. Техника метровых волн. М.: Издательство ДОСААФ, 1955.
- Жеребцов И. П. Книга сельского радиолюбителя. М.: Издательство ДОСААФ, 1955[1].
- Жеребцов И. П. Электротехника для радистов. М.: Издательство ДОСААФ, 1958[2].
- Давыдов С. Л., Жеребцов И. П., Левинзон-Александров Ф. Л. Радиотехника. Учебное пособие для сержантов войск связи. — М.: Воениздат, 1963. — 344 с.
- Жеребцов И. П. Введение в технику дециметровых и сантиметровых волн: научно-популярная литература. — 2-е изд., перераб. — Л.: Энергия, 1964. — 143 с.
- Жеребцов И. П. Радиотехника: учебное пособие. — 5-е изд., перераб. и доп. — М.: Советское радио, 1965. — 656 с.
- Жеребцов И. П. Основы электроники: научное издание. — 2-е изд., перераб. и доп. — М.: Энергия, 1967. — 415 с., ил.
- Жеребцов И. П. Электрические и магнитные цепи: основы электротехники. Энергоатомиздат, 1982.
- Жеребцов И. П. Основы электроники: производственно-практическое издание. — 5-е изд., перераб. и доп. — Л.: Энергоатомиздат, 1989. — 352 с.
- Жеребцов И. П. Основы электроники. Л.: Энергоатомиздат, 1990.